# Элсон, Андреа
Андреа Элсон (англ. Andrea Elson, род. 6 марта 1969) — американская актриса, наиболее известна по роли Линн Таннер в сериале «Альф».

## Биография
Андреа Элсон родилась в Нью-Йорке. Её семья часто переезжала из-за работы отца, занимавшегося рекламой. Когда она жила в Сан-Диего, её родители подобрали ей агента, и вскоре она получила первую роль в рекламном ролике. Позже она участвовала в эпизодах сериалов «Саймон и Саймон», «Серебряные ложки», «Вундеркинды».
В 1993 году вышла замуж за ассистента режиссёра сериала «Альф» Скотта Хоппера. В 1997 родила дочь Клэр. С 2008 года работает инструктором по йоге.

## Фильмография
- Whiz Kids  (1983-84)
- Simon & Simon  (1984)
- Silver Spoons  (1985)
- Альф  (1986—1990)
- Class Cruise  (1989)
- Паркер Льюис не может проиграть  (1990)
- Кто босс? '(1990)
- Они пришли из космоса  (1990)
- ABC Afterschool Special  (1991)
- «Франкенштейн: годы колледжа» (1991)
- Женатые люди  (1991)
- Женат ... с детьми  (1993)
- Mad nome  (1994)
- Хирургический удар  (1994) (видеоигра)
- шаг за шагом  (1996)
- Кирк  (1996)
- Мужчины, которые ведем себя плохо  (1997)
- Young и The Restless  (1998)

## Премии
| Год  | Премия                                                    | Категория                                                   | Фильм | Результат    |
| ---- | --------------------------------------------------------- | ----------------------------------------------------------- | ----- | ------------ |
| 1986 | Youth in Film Award (now known as the Young Artist Award) | Exceptional Young Actress in a New Television Comedy Series | Альф  | Номинация    |
| 1989 | Youth in Film Award (now known as the Young Artist Award) | Best Young Actress Starring in a Television Comedy Series   | Альф  | Номинация    |
| 1989 | Bravo Otto Award                                          | Best Female TV Star                                         | Альф  | третье место |